# Петровка (городской округ город Первомайск)
Петро́вка — деревня в городском округе город Первомайск Нижегородской области России.

## География
Деревня находится в южной части Нижегородской области, в зоне хвойно-широколиственных лесов, на правом берегу реки Алатыря. Рядом находится урочище Новая Петровка.

### Климат
Климат характеризуется как умеренно континентальный, с жарким летом и холодной продолжительной зимой. Среднегодовая температура — 3,6 °C. Абсолютный минимум температуры воздуха самого холодного месяца (января) составляет −43 °C; абсолютный максимум самого тёплого месяца (июля) — 39 °C. Продолжительность безморозного периода колеблется в диапазоне от 95 до 180 дней. Среднегодовое количество атмосферных осадков составляет 538 мм.

## История
Административный центр упразднённого Петровского сельсовета

## Население
| 2002 | 2010 |
| ---- | ---- |
| 347  | ↘326 |

В 2002 году в Петровке проживало 347 человек, с 2010 году 326 человек.

## Инфраструктура
В деревне расположено отделение Почты России (индекс 607740).
Петровский сельский дом культуры.

## Транспорт
Деревня доступна автотранспортом по автодороге 22К-0071. Остановка общественного транспорта «Петровка».